# Бунчићи
Бунчићи је насељено мјесто у општини Фоча, Федерација Босне и Херцеговине, Босна и Херцеговина.

## Становништво
|         | 2013.      | 1991.       | 1981.        | 1971.        |
| Укупно  | 3 (100,0%) | 83 (100,0%) | 107 (100,0%) | 131 (100,0%) |
| Срби    | 2 (66,67%) | 74 (89,16%) | 101 (94,39%) | 129 (98,47%) |
| Бошњаци | 1 (33,33%) | 9 (10,84%)1 | 6 (5,607%)1  | –            |
| Остали  | –          | –           | –            | 2 (1,527%)   |

1. 1 На пописима од 1971. до 1991. Бошњаци су пописивани углавном као Муслимани.